# Ernesto Snajer
Ernesto Snajer (Buenos Aires, 6 april 1968) is een Argentijns gitarist, componist, producer en muziekpedagoog.
Snajer kreeg zijn muzikale opleiding op divers gebied; gitaar in de tango, jazzgitaar en klassieke gitaar maakten daar deel van uit, net zoals een studie piano en harmonie en contrapunt. Op zijn zeventiende richtte hij Semblanza op waarmee hij de gehele wereld overtrok en ook in Muziekcentrum Vredenburg belandde.
In 1991 volgde tijdens een verblijf in Denemarken een samenwerking met de Deense gitarist Palle Windfielt; met wie hij ook op tournee ging. Deze samenwerking mondde uiteindelijk uit in 1999 uit in de opname van het muziekalbum Guitarreros onder de leiding van en op het platenlabel Carmo van Egberto Gismonti. Ondertussen speelde hij in talloze ensembles of begeleidde hij artiesten waaronder in het seizoen 2003/2004 Verónica Condomí. Daarnaast schreef hij muziek voor televisieprogramma’s, films en theaterstukken.

## Discografie
Onderstaande albums zijn waarschijnlijk alleen bij importzaken verkrijgbaar ; Guitarreros is in Duitsland uitgebracht en dus in Europa verkrijgbaar.
- 1992 : Semblanza: Slow Motion
- 1999 : Preludio
- 1999 : Guitarreros
- 2000 : Recuerdo de Argentina
- 2001 : Ciela Ariba met Comdomí
- 2004 : Toque Argentino
- 2005 : De los tres met Condomí
- 2006 : Des pués de todo